# 선택적 인지
선택적 인지 또는 선택적 인식(영어: selective perception) 이란 인지 능력의 한계로 인해 모든 것을 수용할 수 없기 때문에  특정한 조건에 부합되는 사안들만 선별적으로 수용하는 것을 말한다. 쉽게 말해, 보고 싶은 것만 보고 듣고 싶은 것만 듣는 식으로 선택적으로 받아들이는데, 이때에 인지기준은 개인의 특성, 신념, 욕구, 경험 등이며, 이에 부합치 않는 것은 무시해 버린다. 이런 선택적 수용은 의식적일 뿐만 아니라 무의식적으로 이루어지기도 한다. 이와 달리 '확증편향'은 선택적 인지를 의식적으로 행하며 자신의 신념을 지속적으로 확인하려 한다는 점에서 차이가 있다. 한편, 선택적 인지능력이 뛰어난 동물일수록 생존에 유리한 면이 있으나 반면 '무주의 맹시'나 '변화 맹시' 같은 주의력 결핍으로 실수나 큰 사고가 발생하는 경우도 있다.

## 개요

### 선택적 인지의 필요성
뇌는 오감을 통해 입력된 외부자극을 있는 그대로 받아들이지 않고 뇌에 저장되어 있는 지식체계 혹은 인지구조에 의해 재해석되어 의미있는 형태로 변환된 후 인지되는 과정을 거쳐서 지각된다. 이런 현상은 즉각적이고 무의식적이며 거의 자동으로 이루어진다. 청각자극 역시 예외없이 동일한 과정을 거친다. 물리적인 형태의 음파는 달팽이관에서 전기신호로 전환된 후 뇌에 전달되어 재해석되는 인지 과정을 거치게 된다. 이러한 과정을 거치는 청각정보는 동물들에게 매우 중요한 인지정보인데, 동물들은 자신의 천적이나 먹이감 또는 짝짓기 상대방이 내는 소리 등 중요한 소리는 선택적으로 들을 수 있어야 생존에 유리하다. 특히 즉각적인 반응을 보여야 하는 경우에는 더욱 그렇다.
사람도 같은 방식으로 반응한다. 인지적 과업을 수행하기 위해선 선택적 집중을 할 필요가 있고, 과업 수행 능률을 높이려면 불필요한 자극을 배제하는 능력이 필요하다. 이는 주어진 목표에 충실할 수 있도록 돕는 유용한 인지적 기제이며, 오랜 진화를 통해 인간이 갖추게 된 뛰어난 능력이라 볼 수 있다. 인지능력을 최대한 발휘하기 위해 선택적 집중이라는 기전을 빌려다 쓰게 마련인데, 이때 시각적으로는 보고자 주의를 기울인 것만 보기도 한다. 이러한 현상은 실험으로 입증된 바가 있다.

### 소리의 선택적 인지
수면중에는 청각정보를 취급하는 뇌의 일부분의 기능이 약화되어 왠만한 소리는 자각하지 못한다. 그러나 익숙치 않은 큰 소음이 발생하면 즉각적으로 잠에서 깨어나기도 한다. 예를 들어 기차길 옆으로 이사를 가면 처음 며칠 밤은 기차가 지나갈 때마다 발생하는 소음을 신체에 위해를 가할 수 있는 위험한 상황에서 파생된 소리라고 뇌는 판단하기 때문에 사람을 잠에서 깨어나게 만든다. 그러나 시간이 흘러 그 소리에 적응하게 되면 잠을 설치지 않게 된다. 이런 현상이 발생하는 이유는 현재 들리는 모든 소리는 뇌속에 기억된 소리와 비교가 이루어지는데, 이미 친숙하며 해(害)가 없는 것으로 기억되어 있는 소리는 의식의 영역에 거의 도달하지 않기 때문이다. 이미 익숙해진 기차 소음은 뇌에 전달은 되지만 의미 없는 자극으로 무시되는 것이다. 그러나 시끄러운 소리에도 좀처럼 잠에서 깨어나지 않던 사람이라 할지라도 자기 아기의 울음소리에는 금방 깨어나 아기를 살피곤 한다.

### 칵테일 파티 효과
칵테일파티 효과(cocktail party effect)는 여러 정보를 모두 받아들이지 않고 특정한 정보에 무의식적으로 주의를 기울이거나 의식하게 되는 현상이다. 파티의 참석자들이 시끄러운 주변 소음이 있는 방에 있음에도 불구하고 대화자와의 이야기를 선택적으로 집중하여 잘 받아들이는 현상에서 유래한 말이다. 이와 같이 주변 환경에 개의치 않고 자신에게 의미 있는 정보만을 선택적으로 받아들이는 것을 ‘선택적 지각(selective perception)’ 또는 ‘선택적 주의’라고 하는데, 이런 선택적 지각이나 주의가 나타나는 심리적 현상을 일컫는다. ‘자기 관련 효과(self-referential effect)’, ‘연회장 효과, 잔치집 효과’라고도 한다.

### 보이지 않는 고릴라
1999년 미국의 심리학자인 대니얼 사이먼스(Daniel Simons)와 크리스토퍼 차브리스(Christopher Chabris)가 6명을 두 팀으로 나누어 각 팀별로 검은색과 흰색 셔츠를 입힌 후, 두 팀을 섞어놓고 서로 농구공을 패스하게 했다. 그리고 이것을 촬영한 영상을 피험자들에게 보여주며 흰색 팀이 행한 패스의 수만을 세도록 요청했다. 영상시청이 종료된 후 피험자들에게 영상시청중에 화면에서 고릴라를 보았는가에 대해 물었으나 절반의 피실험자는 고릴라를 전혀 보지 못했다고 했다. 영상에는 두 팀사이를 고릴라 복장을 한 사람이 지나갔으나 이를 인지하지 못한 피실험자들이 있었던 것이다. 이 실험은 ‘보이지 않는 고릴라’라고 명명되었고 '시각적인 선택적 인지'가 가능함을 증명하는 자료로 널리 알려지게 되었다.

## 위험성
선택적 인지는 동시에 많은 착각과 그릇된 판단, 그리고 치명적 사고를 불러일으키는 요인이 되기도 한다. 예를 들어 눈앞에서 U턴 신호가 들어오기만 기다리던 운전자는 바로 뒤에 따라오는 오토바이를 보지 못한다. 악천후 속에서 비행기를 착륙시키느라 긴장한 비행사가 랜딩기어를 내리지 않은 채 고도를 낮추기도 한다. 실예로는 2001년 미국의 핵잠수함 그린빌 호가 국회의원, 회사 중역, 유명 방송인 등 민간인을 태우고 잠수 상태에서 수면으로 급히 부상하는 시범을 보이다가 일본 국적 민간 어선을 들이받아 무려 9명의 사망자를 내고 말았다. 이 당시 그 어떤 승무원도 레이더 스크린에 분명히 나타났었을 어선을, 사전에 보지 못했다고 한다.

## 평형화
평형화(平衡化,Equilibrium)는 외부 세계에 대한 개인의 이해와 해석이 모순이 없는 상태를 유지하려는 경향성이다. 피아제의 인지 발달 이론의 핵심 개념 가운데 하나이다. 피아제는 조직화(Organization)가 적응(Adaptation)의 동화와 조절을 통해 평형상태로 이행한다고 보았다.

## 같이 보기
- 인지 편향
- 보존 개념